# New Tazewell
New Tazewell é uma cidade  localizada no estado norte-americano de Tennessee, no Condado de Claiborne.

## Demografia
Segundo o censo norte-americano de 2000, a sua população era de 2871 habitantes.
Em 2006, foi estimada uma população de 2893, um aumento de 22 (0.8%).

## Geografia
De acordo com o United States Census Bureau tem uma área de
13,7 km², dos quais 13,7 km² cobertos por terra e 0,0 km² cobertos por água.

## Localidades na vizinhança
O diagrama seguinte representa as localidades num raio de 24 km ao redor de New Tazewell.